# Keltische mythologie
De Keltische mythologie is de mythologie van de prechristelijke Kelten, die grote delen van Europa (onder andere Gallië) bewoonden. Omdat het gebaseerd is op mondelinge traditie, is er veel van verloren gegaan. Uit Groot-Brittannië, Ierland en Schotland zijn wel geschreven bronnen bekend, omdat de verhalen door monniken werden opgetekend.
Van de Gallische mythologie is via Romeinse en Griekse bronnen een aantal zaken bekend. Er zijn meer dan 400 verschillende Keltische godinnen en goden vernoemd. De meesten zijn plaatselijk, en werden enkel vereerd op de locatie waarmee ze verbonden waren. De Keltische religie is soms ook op te vatten als een natuurgodsdienst. De mythologische verhalen zijn vaak verhalende verklaringen voor historische feiten of rituelen.
In de Keltische mythologie komen wezens zoals de sídhe (feeën of elfen) en fabeldieren, en personen zoals heksen, druïden voor. Kenmerkend is verder dat er in veel mythen geen consistentie eenheid van tijd heerst : personages kunnen makkelijk enkele dagen van huis wegblijven, terwijl er in het echte leven jaren voorbij zijn gegaan.
Een groot deel van de Brits-Keltische mythologie is samengevat in het Mabinogion. Uit de Ierse mythologie is de Ulstercyclus het bekendst.
De Ierse mythologie is een van de bekendste, omdat er aanzienlijke Oudierse en Middelierse bronnen overgeleverd zijn. De goden van de Ierse Kelten werden de Tuatha Dé Danann genoemd: zij zouden de vroegere bewoners van Ierland zijn. Ze vochten met de Fomóiri, die werden afgebeeld als reuzen die een hand, oog of voet misten. De Tuatha Dé Danann waren succesvol en versloegen de Fomóiri. Later, toen de zonen van Míl (waarvan de Ieren af zouden stammen) naar Ierland kwamen, werden zij de sídhe.

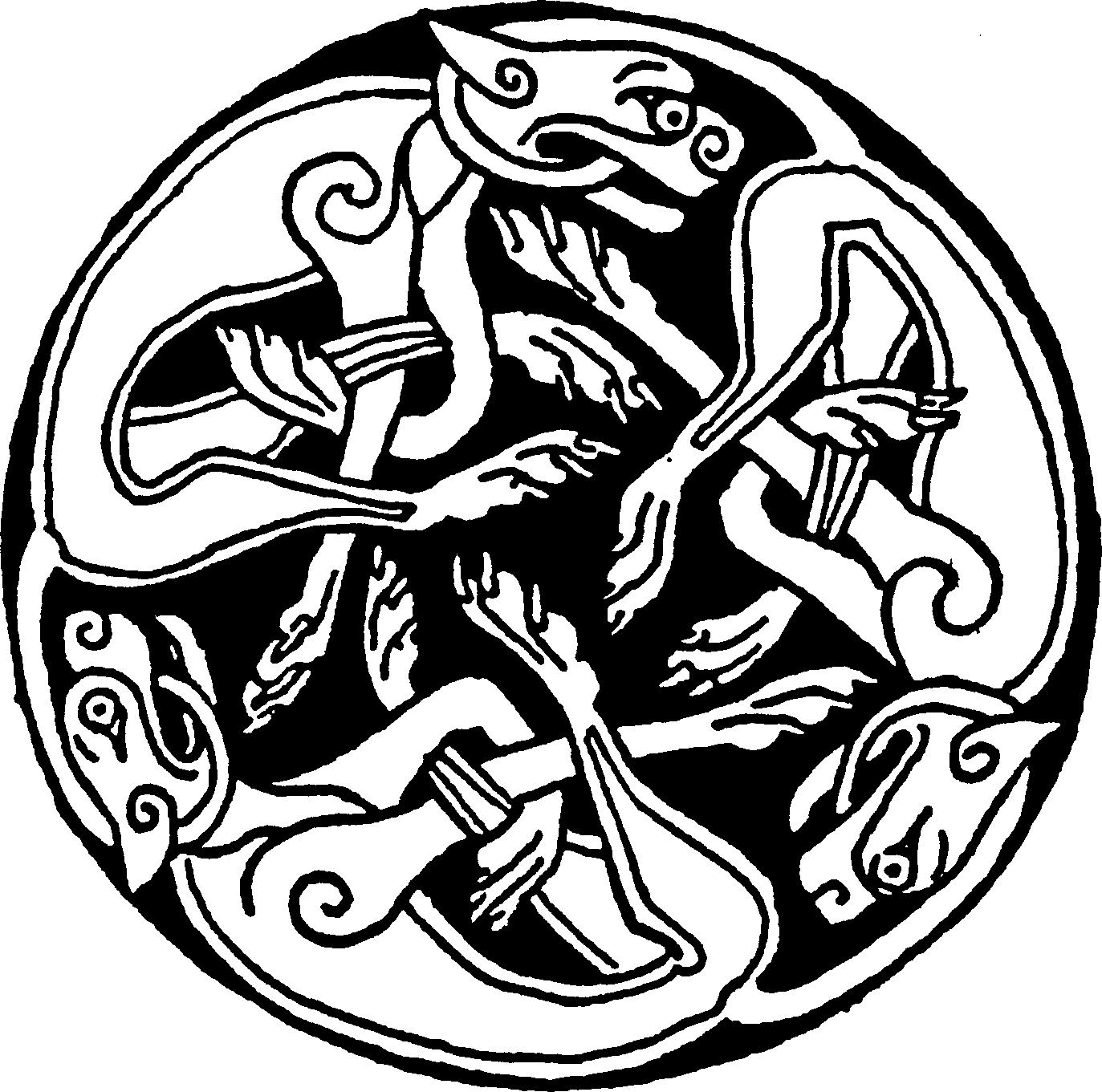

## Keltische religies
Er zijn weinig geschriften van de Kelten zelf overgebleven, wel historische van Romeinen en Grieken als Strabo waarin van buitenaf (en waarschijnlijk niet geheel objectief) naar de Keltische religie wordt gekeken. De Kelten kenden een groot aantal goden en vele plaatsen en clans in Gallië en op de Britse eilanden hadden hun eigen beschermgod. Daarboven waren er nog een beperkt aantal godheden die wat meer algemeen leken voor te komen.

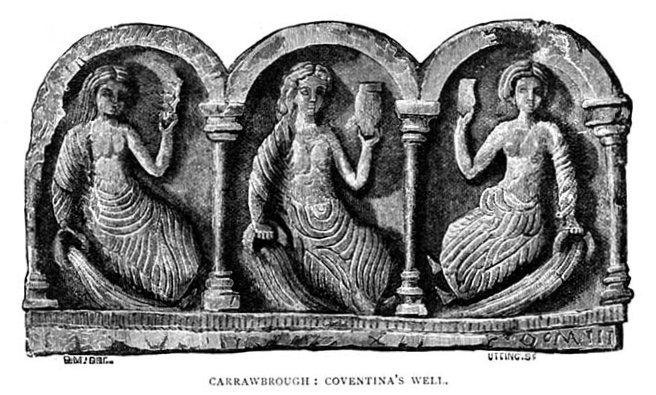

De Keltische religie was polytheïstisch, al was bijvoorbeeld in Ierland de oppergod of algod Dagda bekend, die op de harp speelde. Verder werden de goden soms vereerd als triades en later afgebeeld met drie gezichten. Volgens sommigen zou het concept van de Heilige Drievuldigheid in het christendom later zijn ingevoerd onder deze Keltische invloed.
Strabo meldt dat het een ingewikkelde godsdienst was, die de Kelten eropna hielden. Zij geloofden in een instant hiernamaals. Wie stierf werd onmiddellijk herboren, los van goede of kwade daden. Er was slechts een vage scheidingslijn tussen deze wereld en die aan de andere zijde van dit leven, de 'Andere Wereld'. Deze lijn loste op bepaalde plaatsen en tijden zelfs helemaal op en dan liepen doden, goden, geesten en mensen er even allemaal door elkaar. Zo moest men op Samhain opletten om niet door geesten te worden meegenomen. Een uitgeholde biet met een kaarsvlammetje erin kon ze wel afschrikken en men kon zich ook als een dode of geest vermommen om ze te misleiden. (Het huidige Halloween lijkt hier nog enigszins op)

### Heiligdommen

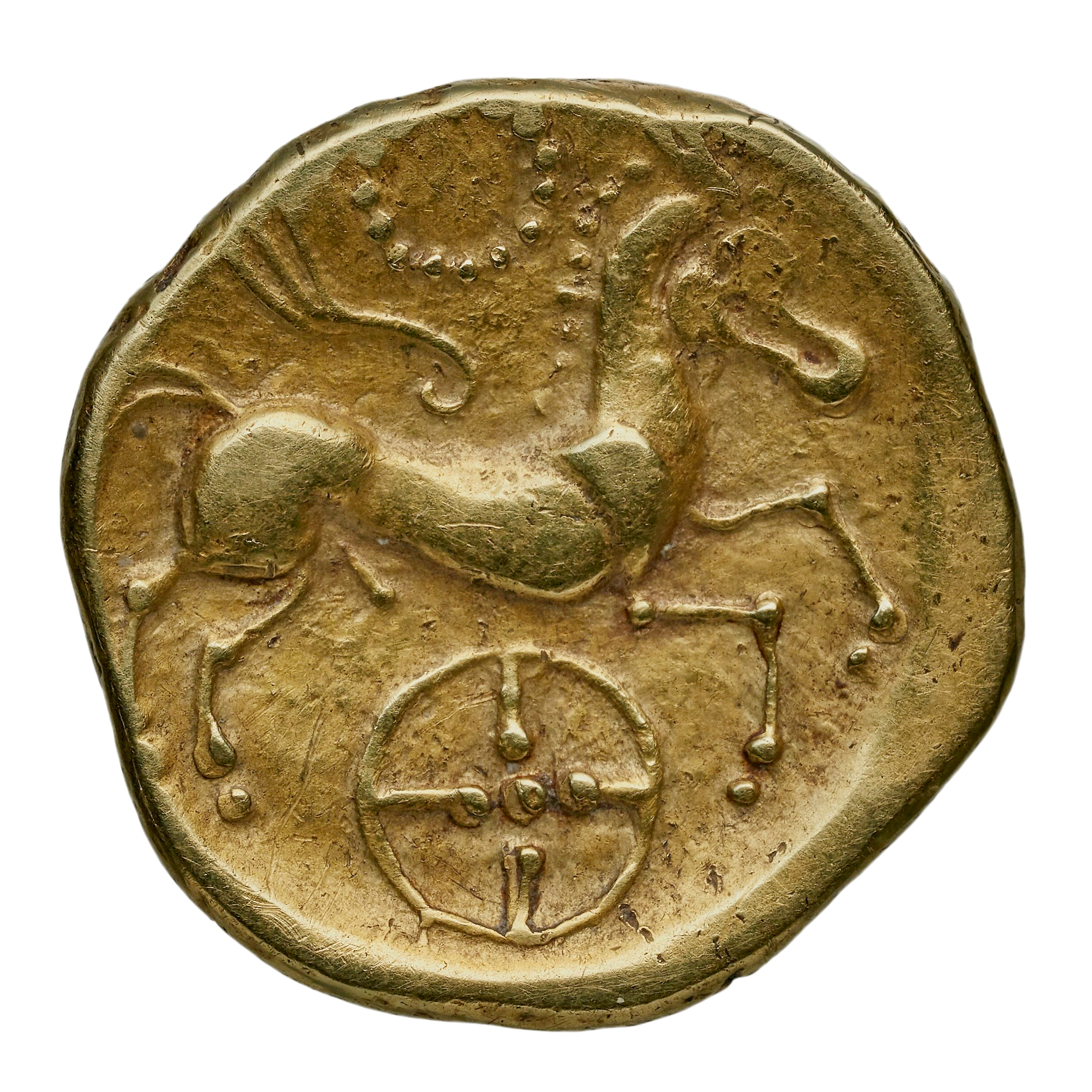
Keltische gouden munt met paard en wiel

De cultusplaatsen van de Kelten werden nemetons genoemd. Bergen, open water, vooral bronnen (latere nymphaeums), en ook open plaatsen in het bos en bepaalde bomen, hadden een heilige status. De cultus van heilige bronnen (zoals in Bath, waar later een Romeinse tempel bij werd gebouwd), ging al terug tot de bronstijd en werd evenzeer door de angelsaksische Germanen voortgezet. Wel zou hier en daar een soort houten tempel zijn gebouwd, die dan met schedels van overwonnenen werden behangen. Het tempeltje van Barger-Oosterveld zou aan die vorm beantwoorden. Ook in het het portaal van Roquepertuse, waarschijnlijk van de stam Salluvii die de dichtbij gelegen stad Entremonte bewoonden, werden schedels opgesteld. Stenen tempelgebouwen dateren van later en zijn vaak door de Oude Romeinen gebouwd, zoals de tempels voor Sequana aan de bronnen van de Seine.
De eik is de belangrijkste boom bij de Kelten en ook aan de maretak werden magische krachten toegedicht. Vooral magische vruchtbaarheidsrituelen werden door de maretak versterkt. Een aftreksel van de maretak kon elk onvruchtbaar dier vruchtbaar maken. Bovendien was het een middel tegen elk vergif. Volgens Plinius de Oudere, in zijn Naturalis Historia (16, 249-251), sneed een in wit geklede druïde in de (midwinter)ceremonie met een gouden sikkel de maretak uit de heilige wintereik, 'vooral op de zesde dag van de cyclus van de maan'. De afgesneden plant mocht de grond niet raken en werd in witte doeken opgevangen. Daarna slachtte de druïde de offerdieren en dompelde de maretak in water dat dan als bescherming tegen ziekten en onheil werd gebruikt. De offergaven waren bestemd voor de geesten van de vruchtbaarheid.
Kelten hadden een bijzondere relatie met paarden, die werden gebruikt als rij- en trekdier, hetgeen blijkt uit afbeeldingen van paarden en wielen op hun gouden munten. De godin Epona gold als beschermster van paard en ruiter.

### Offeren
Zoals in meerdere polytheïstische godsdiensten, werden er offers aan de goden gebracht. Dit om de goden gunstig te stemmen. Hoe belangrijker de reden was om te offeren, hoe kostbaarder het offer moest zijn. Dit kon gaan van (onbruikbaar gemaakte) wapens tot dieren en zelfs mensen.

### Altaren
In Nederland zijn er verschillende altaren gevonden. In 1647 kwamen de resten van een Romeinse tempel, die onder duinzand verdwenen was, tevoorschijn bij het dorpje Domburg op Walcheren in Zeeland. Er werden veertig altaren en vijf beelden gevonden. Er waren ook altaren voor de inheemse (waarschijnlijk Keltische) godin Nehalennia. Een aantal vondsten gingen 'zwerven' en ontkwamen aan de verwoestende brand van 1848, die het kerkje waarin de meeste vondsten waren bewaard in de as legde.
Op 14 april 1970 werd een geweldige vondst gedaan in de Oosterschelde op de Colijnsplaat: een visser haalde vier brokstukken van altaren voor Nehalennia op in zijn net. Er werd drie jaar verder gezocht en er kwamen onder meer fragmenten van tweehonderd altaren, drie grote beelden en vijf kleine beeldjes van een tempel boven water. Tachtig altaren zijn bijna compleet teruggevonden. De betreffende Romeinse tempel Ganuenta op de oever van de Oosterschelde werd in de derde eeuw n. Chr. door een vloed verzwolgen.
Een bewaard gebleven altaar uit de buurt van Domburg is sinds 1872 in het Rijksmuseum van Oudheden in Leiden. De gevonden altaren uit de Oosterschelde staan ook in dit museum opgesteld. De overeenkomsten zijn groot. De altaren werden niet gebruikt om op te offeren, maar waren kostbare geschenken aan de godin als dank voor verleende gunsten, zoals een behouden terugkeer na een handelsreis naar Brittannië.

### Keltische goden
Hoewel de Kelten in verschillende culturele groepen kunnen worden ingedeeld, zijn er een aantal pan-Keltische goden.
- Zie Categorie:Keltische god
- Zie ook de sjabloon hieronder

## Keltische verhalen en mythen
De Kelten schreven zelf niets op over hun religie. De Kelten en met name hun druïden stonden wantrouwig tegenover het opschrijven en verkozen het gesproken woord en een goed getraind geheugen. Boeken zouden leerlingen afhankelijk maken van het geschreven woord en bovendien vonden zij niet dat kennis toegankelijk zou moeten zijn voor gewone mensen. De dichters (filid) en barden genoten dan ook altijd een bijzondere waardering. Deze dichters bleven nog lang de sagen reciteren nadat Ierland gekerstend was.
Vanaf de zevende eeuw gingen christelijke monniken in Ierland en Wales een deel van hun Keltische erfgoed optekenen. Deze boeken zijn niet bewaard gebleven, maar werden in de twaalfde eeuw overgeschreven, grotendeels aangepast aan de christelijke traditie. De goden werden veranderd in machtige koningen of sidhe ('elven'). Van veel personen is niet zeker of ze van oorsprong goden of mensen waren.
Aan die poging tot conserveren danken we vandaag onze kennis omtrent de Keltische mythologie. Enkel in Wales was voorheen een klein deel van de verhalen opgetekend, maar daarbuiten voor zover we weten niets.
Het bekendste voorbeeld van Keltische mythologie is misschien wel het Matière de Bretagne, het verhaal van koning Arthur, hoewel de figuur van koning Arthur zoals hij nu bekend is, vooral gebaseerd is op de versies van Geoffrey van Monmouth en Chrétien de Troyes, maar zij baseren zich op Keltische mythologie.
Verder zijn vooral de Mabinogion, Taliesin, Aneirin, de Finncyclus en de Ulstercyclus bekend.

## Kelten in moderne verhalen
Evangeline Walton schreef een serie boeken naar aanleiding van het omvangrijke Mabinogion, waaronder "De kinderen van Llyr", waarin de tragische lotgevallen van deze "laatsten der oude stammen", Pwyll, Manawyddan, Pryderi, Bran en hun zuster Branwen worden verteld.
Ook zijn de verhalen van Asterix en Obelix erg bekend, geschreven door René Goscinny en geïllustreerd door Albert Uderzo. Er werden in totaal 30 albums gemaakt, waarvan de laatste vier door Uderzo werden gemaakt vanwege de dood van Goscinny.
In het boek de Nevelen van Avalon van Marion Zimmer Bradley worden de verhalen rond koning Arthur herverteld vanuit het gezichtspunt van de vrouwelijke personages, tegen de achtergrond van een heidens en een opkomend christelijk geloof.